# Hibernação

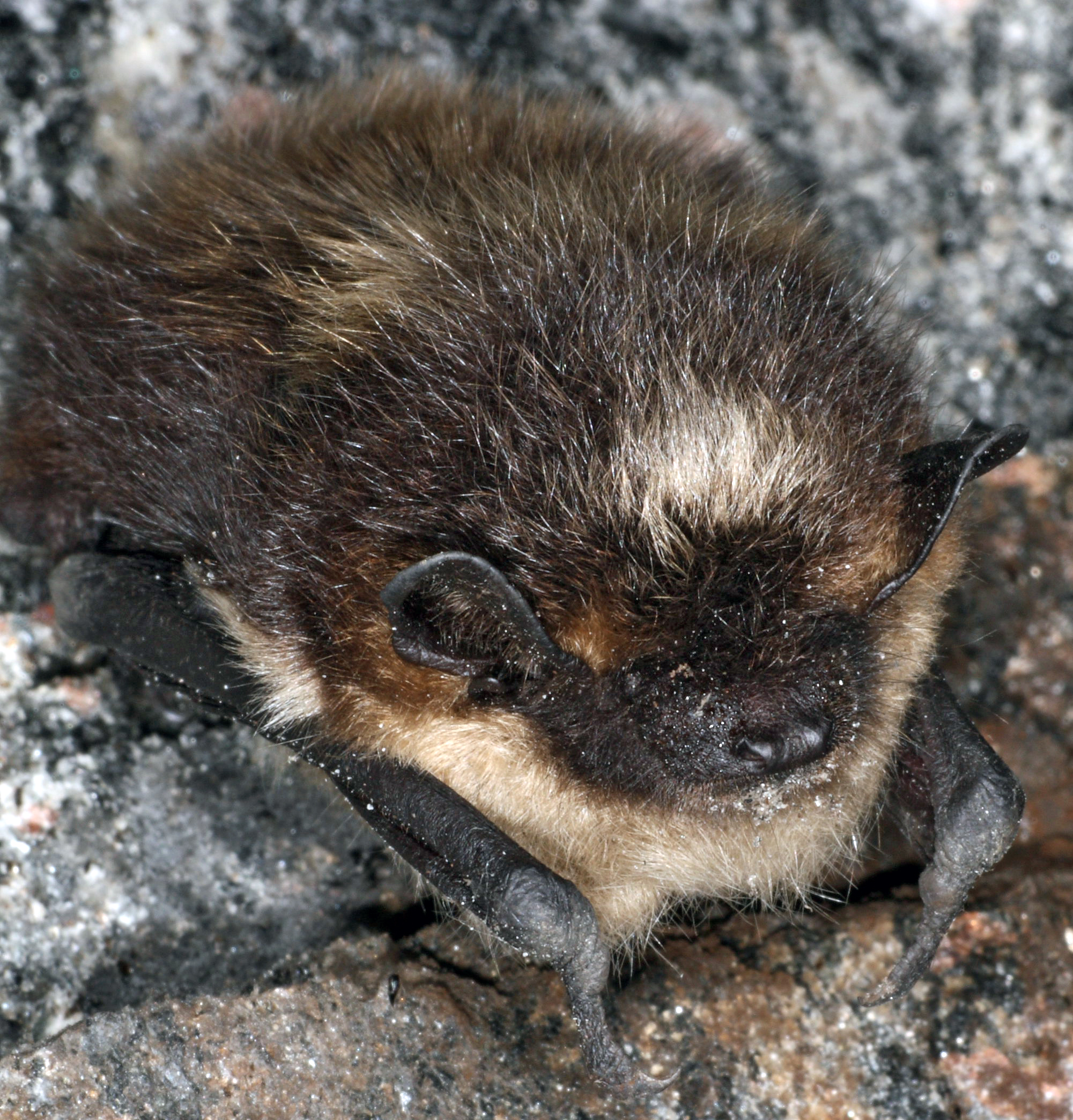
Morcego do norte hibernando na Noruega

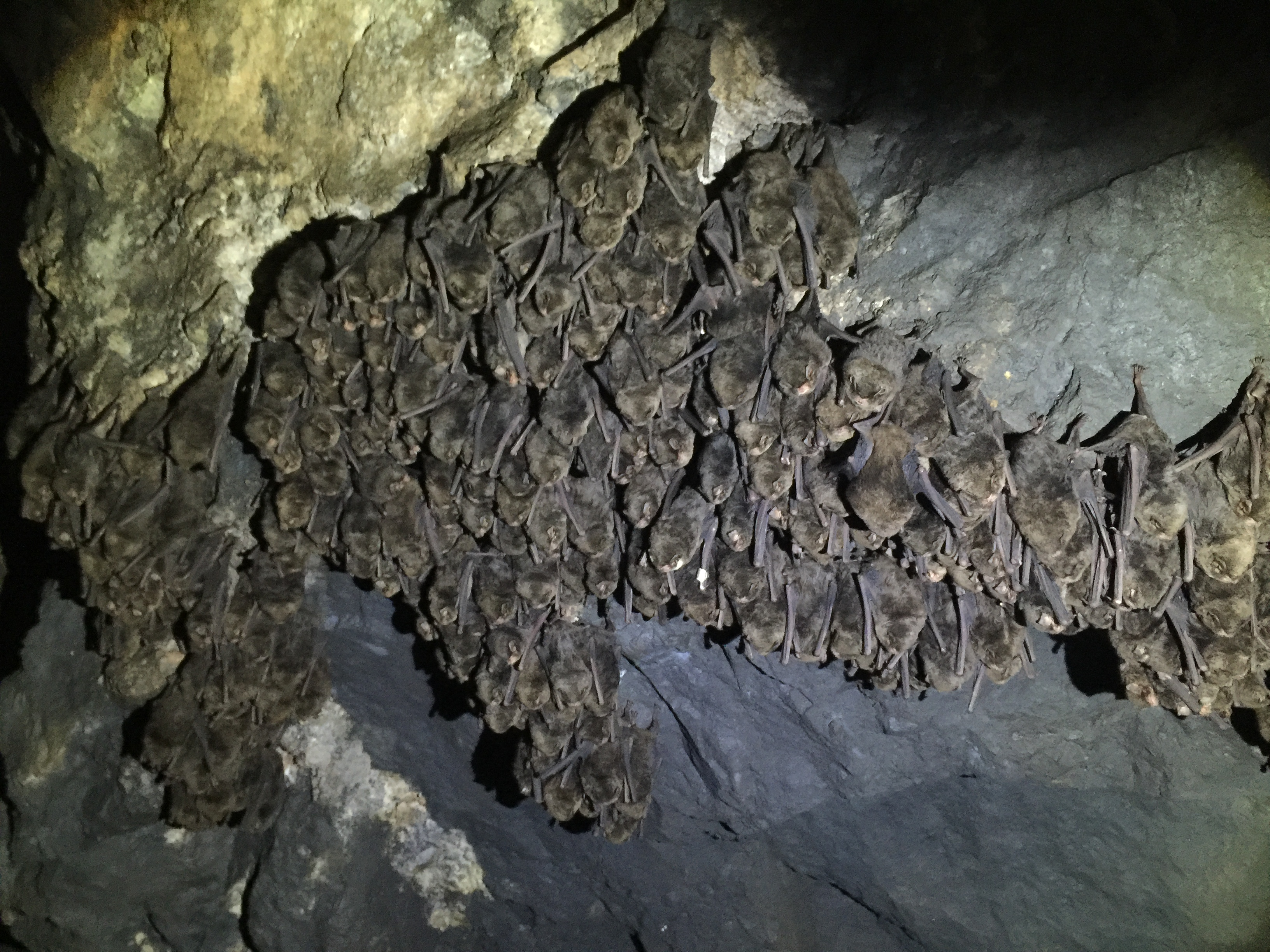
Morcegos hibernando em uma mina de prata

A hibernação é um estado de atividade mínima e depressão metabólica sofrido por algumas espécies animais. É uma heterotermia sazonal caracterizada por baixa temperatura corporal, respiração e frequência cardíaca lentas e baixa taxa metabólica. Ocorre mais comumente durante os meses de inverno.
Embora tradicionalmente reservado para hibernadores "profundos", como roedores, o termo foi redefinido para incluir animais como ursos e agora é aplicado com base na supressão metabólica ativa, em vez de qualquer declínio absoluto na temperatura corporal. Muitos especialistas acreditam que os processos de torpor e hibernação diários formam um continuum e utilizam mecanismos semelhantes. O equivalente durante os meses de verão é a estivação.
A hibernação funciona para conservar energia quando não há comida suficiente disponível. Para alcançar essa economia de energia, um animal endotérmico diminui sua taxa metabólica e, portanto, sua temperatura corporal. A hibernação pode durar dias, semanas ou meses — dependendo da espécie, temperatura ambiente, época do ano e condição corporal do indivíduo. Antes de entrar em hibernação, os animais precisam armazenar energia suficiente para durar todo o período de dormência, possivelmente até um inverno inteiro. Espécies maiores tornam-se hiperfágicas, ingerindo uma grande quantidade de alimentos e armazenando a energia em depósitos de gordura. Em muitas espécies pequenas, o armazenamento em cache de alimentos substitui comer e engordar.
Algumas espécies de mamíferos hibernam durante a gestação, que nascem enquanto a mãe hiberna ou logo depois. Por exemplo, as ursas negras entram em hibernação durante os meses de inverno para dar à luz seus filhotes. As mães prenhas aumentam significativamente sua massa corporal antes da hibernação, e esse aumento se reflete ainda mais no peso da prole. A acumulação de gordura permite-lhes proporcionar um ambiente suficientemente quente e acolhedor para os seus recém-nascidos. Durante a hibernação, eles perdem 15 a 27% de seu peso pré-hibernação usando suas gorduras armazenadas como energia.
Animais ectotérmicos também passam por períodos de supressão metabólica e dormência, que em muitos invertebrados é chamado de diapausa. Alguns pesquisadores e membros do público usam o termo "brumato" para descrever a dormência de inverno de répteis, mas acredita-se que o termo mais geral hibernação seja adequado para se referir a qualquer dormência de inverno. Muitos insetos, como a vespa Polistes exclamans, exibem períodos de dormência que muitas vezes são chamados de hibernação, apesar de sua ectotermia. Os botânicos podem usar o termo "hibernação de sementes" para se referir a uma forma de dormência de sementes.

## Dormência e congelamento em ectotérmicos
Devido a eles não poderem ativamente regular sua temperatura corporal ou taxa metabólica, animais ectotérmicos (incluindo peixes, répteis e anfíbios) não podem hibernar. Eles podem experimentar taxas metabólicas diminuídas associadas a ambientes mais frios ou baixa disponibilidade de oxigênio (hipóxia) e apresentar dormência (conhecida como brumação). Pensava-se que os tubarões-peregrinos se estabeleceram no fundo do Mar do Norte e ficaram adormecidos, mas uma pesquisa de David Sims em 2003 desfez essa hipótese, mostrando que os tubarões viajavam longas distâncias ao longo das estações, rastreando as áreas com as maiores quantidade de plâncton. Os tubarões-epaulette foram documentados como capazes de sobreviver por três horas sem oxigênio e em temperaturas de até 26 °C (79 °F) como um meio de sobreviver em seu habitat na costa, onde os níveis de água e oxigênio variam com a maré. Outros animais capazes de sobreviver por longos períodos com muito pouco ou nenhum oxigênio incluem peixes-dourados, tartarugas-de-orelha-vermelha, rãs-da-floresta e gansos-de-cabeça-listada. A capacidade de sobreviver a condições hipóxicas ou anóxicas não está intimamente relacionada à hibernação endotérmica.
Alguns animais podem literalmente sobreviver ao inverno congelando. Por exemplo, alguns peixes, anfíbios e répteis podem congelar naturalmente e depois "acordar" na primavera. Essas espécies desenvolveram mecanismos de tolerância ao congelamento, como proteínas anticongelantes.

## Gatilho de indução de hibernação
O gatilho de indução de hibernação (GIH) é um pouco impróprio. Embora pesquisas na década de 1990 sugerissem a capacidade de induzir torpor em animais por injeção de sangue retirado de um animal em hibernação, pesquisas posteriores não conseguiram reproduzir esse fenômeno. Apesar da incapacidade de induzir o torpor, existem substâncias no sangue dos hibernadores que podem dar proteção aos órgãos para um possível transplante. Os pesquisadores conseguiram prolongar a vida do coração de um porco isolado com um GIH. Isso pode ter implicações potencialmente importantes para o transplante de órgãos, pois pode permitir que os órgãos sobrevivam por até dezoito horas fora do corpo humano. Isso seria uma grande melhoria em relação às seis horas atuais.
O suposto GIH é uma mistura derivada do soro sanguíneo, incluindo pelo menos uma substância do tipo opióide. DADLE é um opióide que em alguns experimentos demonstrou ter propriedades funcionais semelhantes.

## Em humanos
Pesquisadores estudaram como induzir a hibernação em humanos. A capacidade de hibernar seria útil por vários motivos, como salvar a vida de pessoas gravemente doentes ou feridas, colocando-as temporariamente em estado de hibernação até que o tratamento possa ser administrado. Para viagens espaciais, a hibernação humana também está sendo considerada, como para missões a Marte.
Os antropólogos também estão estudando se a hibernação era possível nas primeiras espécies de hominídeos.